# Комаров, Игорь Никитич
Игорь Никитич Комаров (7 августа 1933, Ярославль, РСФСР, СССР — 26 октября 1992, Санкт-Петербург, Россия) — советский актёр театра и кино.

## Биография
Родился 7 августа 1933 года в городе Ярославле.
Служил в Ленинградском Государственном академическом театре драмы имени А. С. Пушкина.
Актёр киностудий «Беларусьфильм» и «Ленфильм».
Скончался в Санкт-Петербурге 26 октября 1992 года. Похоронен в Санкт-Петербурге на Большеохтинском кладбище.

## Фильмография
- 1963 — Город — одна улица — эпизод
- 1963 — Третья ракета — Лукьянов
- 1964 — Москва — Генуя — дипкурьер
- 1965 — Город мастеров — Гильом Готшальк
- 1965 — Западня (короткометражный) — Шварц-Чернов
- 1965 — Улыбка  (короткометражный) — роль
- 1966 — Иду искать — Святослав Новосельцев
- 1968 — Годен к нестроевой — солдат
- 1968 — Желаю удачи (короткометражный) — немец
- 1968 — По Руси — рабочий-украинец
- 1969 — Сотвори бой — Монахов
- 1970 — Крушение империи — белогвардейский офицер
- 1970 — Чёрное солнце — эпизод
- 1970—1972 — Руины стреляют… (ТВ) — комендант лагеря (1-я, 3-я, 4-я серии)
- 1971 — Жизнь и смерть дворянина Чертопханова  (ТВ) — роль
- 1971 — Красная метель — врач
- 1971 — Могила льва — эпизод
- 1971 — Рудобельская республика — Левков
- 1971 — Там, вдали, за рекой…  (ТВ) — Бауэр
- 1972 — Завтра будет поздно (СССР/ЧССР) — Михалюта, начальник партизанского штаба
- 1972 — Идущие за горизонт (ТВ) — эпизод (1-я серия)
- 1972 — Последний гайдук — эпизод
- 1974 — Белая дорога — Витас
- 1974 — Все улики против него — Константин Васильевич, секретарь райкома
- 1974 — Следую своим курсом — Евгений Николаевич Чекрыгин, писатель
- 1975 — Лавина — Васильев
- 1975 — Память  (ТВ) — присутствующий на открытии памятника
- 1977 — Блокада. Часть вторая. Фильм первый. Ленинградский метроном; Фильм второй. Операция «Искра» — М. П. Духанов
- 1978 — Последняя альтернатива (ТВ) — Эл Бэйли
- 1978 — Соль земли (ТВ) — председатель президиума (7 серия)
- 1978 — Человек, которому везло — геолог
- 1978 — Явка с повинной (фильм-спектакль)
- 1979 — Старшина — Лежнев, генерал
- 1980 — Когда умер святой Патрик? (фильм-спектакль) — Джумедс Максуэл
- 1980 — Тревога — эпизод
- 1981 — 20 декабря  (ТВ) — Г. И. Петровский
- 1981 — Деревенская история — Филипп Пименов, начальник карьера
- 1982 — Государственная граница. Фильм 3. Восточный рубеж (ТВ) — полпред ОГПУ
- 1982 — Случай в квадрате 36-80 — генерал-лейтенант морской авиации
- 1983 — Место действия — Александр Корнеев, редактор газеты
- 1984 — Победа (СССР/ГДР) — помощник Гарримана
- 1984 — Снег в июле  (ТВ) — роль
- 1984 — Челюскинцы — Алексей Николаевич Бобров
- 1985 — Друзей не выбирают — Денисюк, главарь банды
- 1985 — О возвращении забыть — командующий, адмирал флота
- 1986 — Размах крыльев — заместитель министра
- 1987 — Отряд специального назначения
- 1987 — Среда обитания
- 1988 — Эмма (фильм-спектакль)

#### Озвучивание
- 1970 — Чёрное солнце